# 解放老幹部
解放老幹部是指九一三事件發生後，周恩来和鄧小平主持中央工作時，一些在文化大革命中受打擊的老幹部被釋放出獄、恢复名誉以及領導工作。其中1972年和1975年是兩次解放高潮。
1971年秋，周恩来下令中華人民共和國公安部檢查一下监狱情况。1972年1月初，曾被打擊的陈毅去世。1月10日，陈毅追悼会在北京八宝山革命公墓举行，毛泽东出席追悼会，周恩来致悼词。周恩来和許多老幹部認為解放老幹部的時機似乎來臨，於是包括陳雲、鄧小平在內的许多老干部及其家属给毛泽东写信，申诉自己受迫害，並要求解除监禁、出狱治病、恢复工作。毛澤東得知後將此前被打擊的一般高级领导干部的情况轉交中央有关部门及其负责人处理；对曾被打擊的重要领导干部则交由周恩来处理。周恩來於是要求有关部门恢复一些老幹部名誉，并把一大批下放劳动的各级负责干部重新安置到领导岗位上。1972年4月，经他亲自审改的社论《惩前毖后，治病救人》在《人民日报》發表。社论提到长期跟隨中共奪取政權的老干部是中共的宝贵财富。除了极少数敵人外，对一切犯错误的同志都要按照“团结一批评一-团结”的公式，采取教育为主的方针。之後中国其他报刊也相继发表文章，呼應人民日報的社論。同年7月31日，陈云、王震等一批在文革中受打擊的老干部应邀出席了中國人民解放軍建军45周年招待会。此后，许多干部从五七干校返回原单位，重新分配了工作。陳雲、鄧小平等人也逐步復出。1972年底，周恩來要求中華人民共和國公安部会同北京卫戍区对北京监狱的待遇问题作一次清查。此后在不到4个月的时间里有50多人被釋放出獄。
但是，由于解放任用老干部工作本是乘着“要批透极左思潮”之势而展开的，故不可避免地遇到了中央文革张春桥和江青等在毛泽东支持下的干扰。1972年12月17日，一次中央政治局开会后次日，毛泽东在其住处又召集小范围会议，就“批极左，还是反极右”的问题对周恩来、张春桥和姚文元做了一番谈话，明确表示：极左思潮少批一点吧。并断言林彪路线的实质“是极右”。:391-392页1972年12月19日晚，周恩来、江青、张春桥、姚文元和汪东兴在人民大会堂召见《人民日报》负责人。周就《人民日报》的宣传方针问题做了指示，硬将此前“要批透极左思潮”的方向扭转为贯彻落实毛批右的指示。在毛、周相继如此表态之后，当时领导国务院系统各项工作的国务院业务组（按：组长周恩来）遂由副组长纪登奎主持，召集国务院业务组1972年12月审干会议，审查一批老干部的历史问题，将其每人档案中原有之结论（经1956年审干做出）推翻、提出“有严重历史问题”的结论意见（按：非正式结论）传达下去，以此做出迎合毛之旨意、肯定“文革”成绩的姿态。对解放任用老干部的工作来说，这是一次留有后患的挫折。
1973年春天，周恩来写信给毛泽东，建议抓紧解放老干部的工作，并提出了先易后难的方案，還將該方案報送中共中央政治局讨论。经过毛泽东同意，周恩来宣布，中组部负责落实解放省委常委以上干部政策；国务院业务组负责落实副部长以上解放干部政策；中国人民解放军总政治部负责落实解放正军级以上軍隊干部政策。此後一年多的時間，軍隊中有175名將軍被釋放，並恢復領導崗位。
1975年1月5日，邓小平出任中共中央军委副主席兼总参谋长，1月8日至10日召开的十届二中全会上，邓小平被任命為中共中央副主席、中共中央政治局常委。1月13日至17日，第四届全国人民代表大会上，邓小平被任命為副总理。不久邓小平開始主持中央日常工作。於是更多的干部認為自己有获得平反和解放的希望，並开始向毛泽东、邓小平和中共中央写信要求平反。在毛澤東的同意下，更多非領導幹部也獲得解放。1975年前後，更多的老幹部回到領導崗位上，例如叶剑英担任国防部长，余秋里担任了计委主任，谷牧担任基建委主任，周荣鑫任教育部长，万里任铁道部长，张劲夫任财政部长。